# Libnotes luteiventris
Libnotes luteiventris är en tvåvingeart. Libnotes luteiventris ingår i släktet Libnotes och familjen småharkrankar.

## Underarter
Arten delas in i följande underarter:
- L. l. neovittata
- L. l. luteiventris
- L. l. punctiventris